# Georges André (sports d'hiver)
Pour les articles homonymes, voir André et Georges André (homonymie).
Georges Jules André, né le 26 juillet 1876 à Paris et mort le 19 mars 1945 à Versailles, est un pilote de bobsleigh et un joueur de curling français.

## Carrière
Georges André fait partie de l'équipe de France de curling médaillée de bronze aux Jeux olympiques d'hiver de 1924 se tenant à Chamonix, avec Henri Aldebert, Henri Cournollet, Armand Isaac-Bénédic, Robert Planque et Pierre Canivet. Lors de ces mêmes Jeux, il est quatrième de bob à quatre.